# ジャーニー・ムハンマド・ハン
ジャーニー・ムハンマド・ハン（生没年不明）は、ブハラ・ハン国の第2王朝ジャーン朝の祖である。

## 経歴・人物
アストラハン・ハン国の王家として生まれる。
アストラハン・ハン国が、モスクワ大公国に滅ぼされ、ブハラに亡命した。彼の死後、子のバーキー・ムハンマドがシャイバーニー朝に代わってジャーン朝を成立した。